# Pteromys volans
La ardilla voladora siberiana (Pteromys volans) es una especie de roedor esciuromorfo de la familia Sciuridae. Pertenece a la misma familia que las ardillas comunes, a las que, por otra parte, se parece tanto por su aspecto como por su modo de vida.

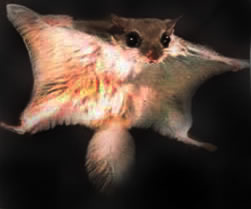
En vuelo.

## Características
Tiene el cuerpo bordeado lateralmente por un repliegue de piel cubierta de pelo, llamado patagio, situado entre los dos pares de miembros, que puede extenderse como si fuese un paracaídas, y que permite realizar vuelos planeados de hasta 35 m.

## Historia natural
Estas ardillas voladoras viven en los bosques mixtos o de resinosas del norte de Europa, y en toda la Siberia hasta el Extremo Oriente. Se alimentan de brotes y granos, hojas, corteza de abedul, setas y bayas. Se esconden en las grietas de las rocas o en los huecos de los árboles, en los que a menudo ocupan los nidos de los picamaderos (pájaros carpinteros). En ellos acumulan sus reservas para el invierno, y las consumen durante los días especialmente rigurosos en los que no pueden salir de sus refugios.
No conocen el sueño invernal. Son animales discretos, y los hombres no suelen percibir su presencia. Esta vida secreta está además favorecida por su actividad nocturna, su timidez y también su coloración, que se confunde con la de algunas cortezas, especialmente la del abedul. En algunos lugares se han vuelto muy escasas, pues no pueden vivir fuera del bosque primario y se acomodan con mucha dificultad a la presencia y actividad humanas.

## Subespecies
Se conocen  cuatro subespecies de Pteromys volans.
- Pteromys volans volans
- Pteromys volans athene
- Pteromys volans buechneri
- Pteromys volans orii
- Splendid